# Pamela Tulizo
Pamela Tulizo est une artiste photographe documentaire et journaliste, née en 1994 à Bukavu dans le Sud-Kivu, au Zaïre.
En 2020, elle remporte le Prix Dior de la photographie et arts visuels pour jeunes talents.

## Biographie
Pamela Tulizo est née en 1994. Elle a été élevée à Goma, dans l’est de la République démocratique du Congo (RDC).
Elle est journaliste de formation et diplômée du Market Photo Workshop à Johannesburg. Elle vit et travaille à Goma.

## Expositions
Liste non exhaustive
- 2019 : Double Identité, Biennale de Lubumbashi[3]
- 2022 : Face to Face, Maison européenne de la photographie, Paris, du 21 janvier au 13 mars[1]

## Prix et récompenses
Liste non exhaustive
2020 : Prix Dior de la photographie et arts visuels pour jeunes talents pour sa série « Double identité »,.